# Розанов, Василий Васильевич
Васи́лий Васи́льевич Ро́занов (20 апреля [2 мая] 1856, Ветлуга, Костромская губерния — 5 февраля 1919, Сергиев Посад) — русский религиозный мыслитель и философ, литературный критик, переводчик, публицист и писатель.
Противоречивые идеи Розанова повлияли на многих русских писателей и литературных критиков. В постсоветской России он стал одним из самых популярных русских философов Серебряного века, во многом из-за своего красочного языка и изысканного литературного стиля.
Совместно с П. Д. Первовым осуществил первый в России перевод «Метафизики» Аристотеля.  Хотя Розанов не писал художественных произведений, его творчество выделяется уникальным и непереводимым художественным стилем.

## Биография
Василий Розанов родился 20 апреля (2 мая) 1856 года в городе Ветлуге Костромской губернии в многодетной (8 детей) семье коллежского секретаря, чиновника лесного ведомства Василия Фёдоровича Розанова (1822—1861) и Надежды Ивановны Шишкиной (1826—1870). Отец умер, когда Василию было четыре года. Многодетная семья переехала в Кострому и жила там, сильно бедствуя. Когда Василий был 14-летним подростком, скончалась его мать. Родителей Розанову заменил старший брат Николай.
С 1868 по 1870 год Розанов учился в Костромской гимназии. Рано потеряв родителей, воспитывался старшим братом Николаем (1847—1894). В 1870 году переехал с братьями в Симбирск, где Николай некоторое время преподавал в гимназии. Сам Розанов позже вспоминал:
Нет сомнения, что я совершенно погиб бы, не «подбери» меня старший брат Николай, к этому времени закончивший Казанский университет. Он дал мне все средства образования и, словом, был отцом
Жена старшего брата Александра Степановна Троицкая, дочь нижегородского учителя, заменила ему мать. В Симбирске Розанов был постоянным читателем в публичной библиотеке Н. М. Карамзина. Симбирск стал «духовной родиной» Розанова («С ничего я пришёл в Симбирск…вышел из него со всем..»). В симбирской гимназии он проучился два года, а в 1872 году переехал в Нижний Новгород. Здесь в 1878 году он окончил гимназию и в том же году поступил на историко-филологический факультет Императорского Московского университета, где слушал лекции С. М. Соловьёва, В. О. Ключевского, Ф. Е. Корша и др. По собственному признанию, Розанов «стал в университете любителем истории, археологии, любителем „прежнего“; сделался консерватором». За время учёбы написал несколько научных студенческих работ: историческую — «Карл V, его личность и отношение к главным вопросам времени», получившую высшую оценку профессора В. И. Герье; по логике — «Основание поведения», за которую получил премию Н. В. Исакова. На четвёртом курсе был удостоен стипендии имени А. С. Хомякова. В 1880 году 24-летний Василий Розанов женился на 40-летней А. П. Сусловой, которая ранее, в 1861—1866 годах, состояла в близких отношениях с Ф. М. Достоевским.

### После университета
Окончив университет в 1882 году, отказался держать экзамен на степень магистра, решив заниматься свободным творчеством. В 1882—1893 годах преподавал в учебных заведениях провинциальных городов — Брянской прогимназии (1882—1887), гимназии Ельца (1887—1891), прогимназии Белого (1891—1893). Будучи учителем географии в Ельце, вступил в конфликт с учеником Михаилом Пришвиным, что привело к отчислению будущего писателя из гимназии. Впоследствии Пришвин в своих дневниках создал миф о своих отношениях с Розановым, пытаясь доказать, что в конце жизни Розанов жалел об исключении Пришвина.
Его первая книга «О понимании. Опыт исследования природы, границ и внутреннего строения науки как цельного знания» (1886) представляла собой один из вариантов гегельянского обоснования науки, но успеха не имела. В том же году Суслова покинула Василия Розанова, отказавшись (и отказывалась затем ещё на протяжении двадцати лет) пойти на официальный развод.
Большую известность получил литературно-философский этюд Розанова «Легенда о великом инквизиторе Ф. М. Достоевского» (1891), положивший начало последующему истолкованию идей Ф. М. Достоевского как религиозного мыслителя у Н. А. Бердяева, С. Н. Булгакова и других. Критик и философ Н. Н. Страхов способствовал его переезду в Петербург, где он получил официальную должность чиновника особых поручений 7-го класса в департаменте Государственного контроля. Творчество Розанова было замечено, редактор газеты «Новое время» А. С. Суворин зачислил его в штат, где он работал до 1917 года.
Позднее Розанов сблизился с писателями как участник религиозно-философских собраний (1901—1903). В 1900 году Мережковский, Минский, Гиппиус и Розанов основывают Санкт-Петербургское религиозно-философское общество. С конца 1890-х годов Розанов стал известным журналистом позднеславянофильского толка, работал в журналах «Русский вестник» и «Русское обозрение», публиковался в газете «Новое время».

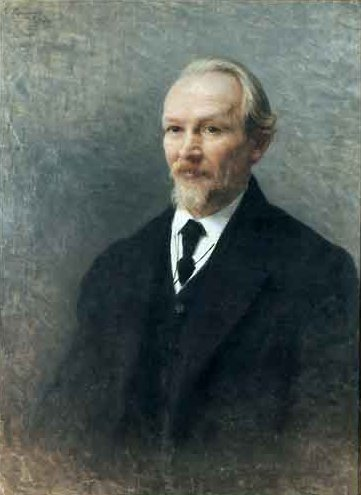
Портрет работы И. К. Пархоменко. 1909 год

### Второй брак
В 1891 году Розанов тайно обвенчался с Варварой Дмитриевной Бутягиной (урожд. Рудневой, 1864—1923), вдовой учителя Елецкой гимназии Михаила Павловича Бутягина, происходившего из семьи духовенства. Венчал Василия Васильевича и Варвару Дмитриевну брат её первого мужа, священник Иван Павлович Бутягин. Мать Варвары Дмитриевны, Александра Андриановна, родственница знаменитого проповедника и богослова архиепископа Херсонского и Таврического Иннокентия (Борисова), за советами в трудных случаях неизменно обращалась к преподобному Амвросию Оптинскому. От него, по словам В. В. Розанова, она и получила благословение на тайное венчание.
Будучи преподавателем Елецкой гимназии, Розанов со своим другом Первовым выполнили первый в России перевод с греческого «Метафизики» Аристотеля.
Несогласие Розанова с постановкой школьного образования в России выражено в статьях «Сумерки просвещения» (1893) и «Афоризмы и наблюдения» (1894). В сочувственных тонах описывал брожение в период революции 1905—1907 годов в книге «Когда начальство ушло» (1910). Сборники «Религия и культура» (1899) и «Природа и история» (1900) были попытками Розанова найти решение социальных и мировоззренческих проблем в церковной религиозности. Однако его отношение к православной церкви («Около церковных стен», т. 1—2, 1906) оставалось противоречивым. Вопросам отношения церкви к проблематике семьи и сексуальных отношений посвящена книга «Семейный вопрос в России» (т. 1—2, 1903). В сочинениях «Тёмный лик. Метафизика христианства» (1911) и «Люди лунного света» (1911) Розанов окончательно расходится с христианством по вопросам пола (противопоставляя при этом Ветхий Завет, как утверждение жизни плоти, — Новому).

### Разрыв с Религиозно-философским обществом
Статьи Розанова, посвящённые делу Бейлиса (1911), привели к конфликту с Религиозно-философским обществом. Общество, признавшее процесс Бейлиса «оскорблением всего русского народа», призвало Розанова выйти из своего состава, что он вскоре и сделал.
Другой причиной стала резонансная статья «Не нужно давать амнистию эмигрантам», за которую Розанова называли «реакционером» и «мракобесом».
Поздние книги — «Уединённое» (1912), «Смертное» (1913) и «Опавшие листья» (ч. 1—2, 1913—1915) — представляют собой собрание разрозненных эссеистических набросков, беглых умозрений, дневниковых записей, внутренних диалогов, объединённых по настроению. По некоторым оценкам, в это время философ переживал глубокий духовный кризис, не находивший разрешения в безоговорочном принятии христианских догматов, к которому Розанов стремился; следуя этому воззрению, итогом мысли Розанова можно считать пессимизм и «экзистенциальный» субъективный идеализм в духе Сёрена Кьеркегора (отличающийся, однако, культом индивидуальности, выражающей себя в стихии пола). Подверженный этому пессимизму, в набросках «Апокалипсиса нашего времени» (выпуски 1—10, с ноября 1917 года по октябрь 1918 года) Розанов принял неизбежность революционной катастрофы, полагая её трагическим завершением российской истории. В сентябре 1917 года он писал:
Никогда я не думал, что Государь так нужен для меня: но вот его нет — и для меня как нет России. Совершенно нет, и для меня в мечте не нужно всей моей литературной деятельности. Просто я не хочу, чтобы она была.
Воззрения и труды Розанова вызывали критику как со стороны революционных марксистов, так и либерального лагеря русской интеллигенции.

### Переезд в Сергиев Посад
В сентябре 1917 года Розановы переехали из голодного Петрограда в Сергиев Посад и поселились в Красюковке — в трёх комнатах дома преподавателя Вифанской духовной семинарии (это жильё им подобрал философ о. Павел Флоренский).
Перед кончиной Розанов нищенствовал, голодал, в конце 1918 года обратился со страниц своего «Апокалипсиса» с трагической просьбой:
К читателю, если он друг. — В этот страшный, потрясающий год, от многих лиц, и знакомых, и вовсе неизвестных мне, я получил, по какой-то догадке сердца, помощь и денежную, и съестными продуктами. И не могу скрыть, что без таковой помощи я не мог бы, не сумел бы перебыть этот год. <…> За помощь — великая благодарность; и слёзы не раз увлажняли глаза и душу. «Кто-то помнит, кто-то думает, кто-то догадался». <…> Устал. Не могу. 2—3 горсти муки, 2—3 горсти крупы, пять круто испечённых яиц может часто спасти день мой. <…> Сохрани, читатель, своего писателя, и что-то завершающее мне брезжится в последних днях моей жизни. В. Р. Сергиев Посад, Московск. губ., Красюковка, Полевая ул., дом свящ. Беляева.

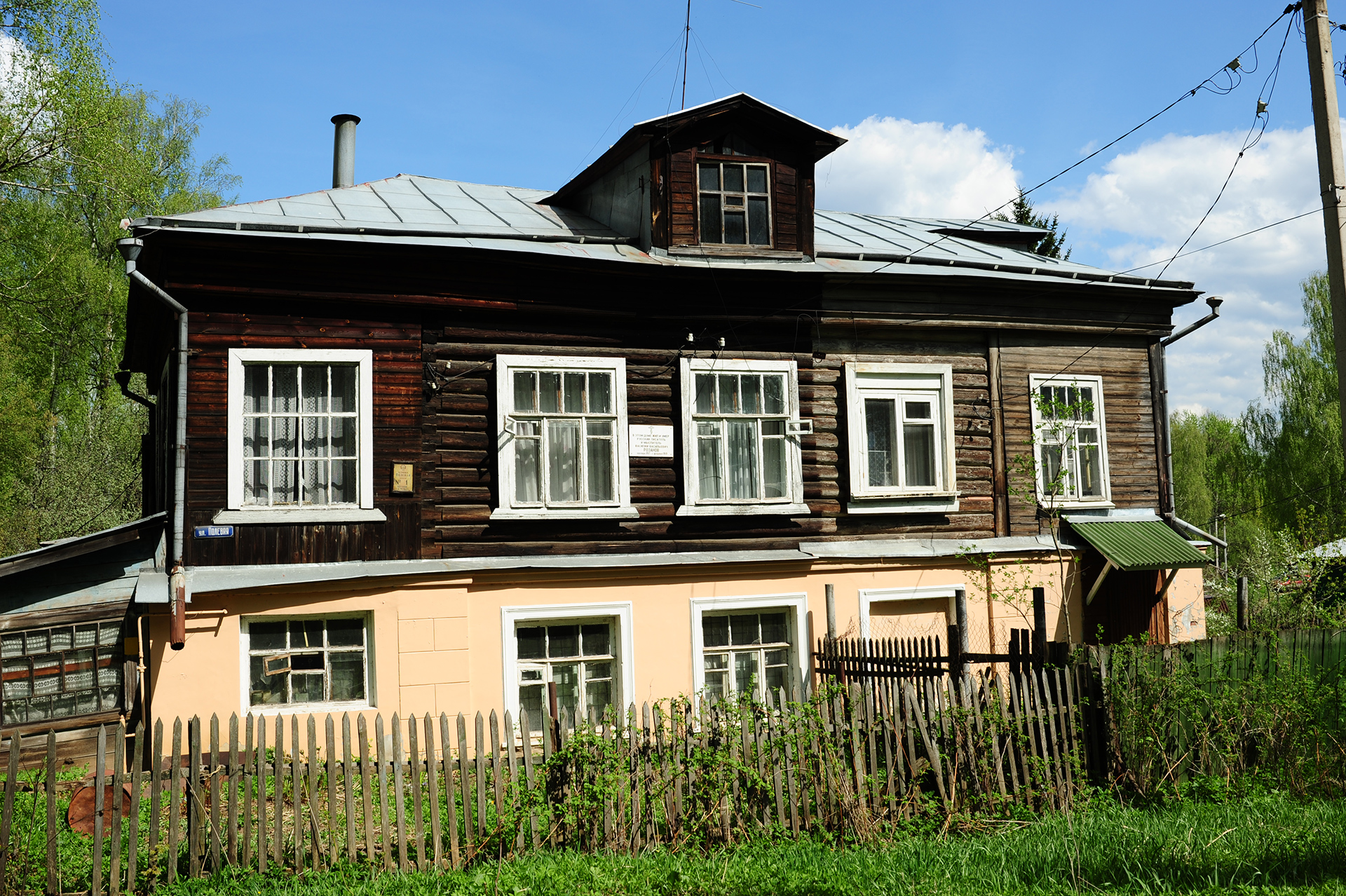
Дом, где В. В. Розанов провёл последние годы своей жизни

Начиная с третьего номера за 1918 год и до конца жизни сотрудничал в издаваемом литературным критиком Виктором Ховиным журнале «Книжный угол» (здесь была опубликована большая часть цикла «Опавшие листья»). В этом журнале В. Ховин, поддержавший Розанова в последний год жизни, продолжил издавать его неопубликованные произведения и после смерти автора вплоть до последнего номера за 1922 год (в 1928 году Ховин, уже будучи в эмиграции в Париже, переиздал отдельной книгой в своём издательстве «Очарованный странник» сборник «Уединённое» с приложением своей статьи «Предсмертный Розанов» на основе неопубликованной переписки).
Материальную и духовную поддержку в те трудные дни Розанову оказывал его петербургский друг, критик А. А. Измайлов: их отношения стали очень доверительными — Василий Васильевич в переписке даже обсуждал с Измайловым детали собственного погребения:
«Друг Саша <…> Чувствуя, что время скоро подыхать, заворачиваю оглобли к попам. Они будут отпевать. … вот просьба (на случай): чтобы ни венков, ни проводов (особенно литературные), а чтобы все тихо, безмолвно и уединенно и чтоб ни одной речи на могиле: выскочу из могилы и буду драться»; 
делился мыслями о своём душевном перевороте, в частности, заявляя, что еврейский Бог «оправдался». Материальную помощь семье Розанова Измайлов оказал, обратившись к Академической комиссии и лично к С. А. Венгерову; 25.11.1918 критик решил найти издательства, которые бы согласились купить права на издание розановских сочинений и получил со стороны Василия Васильевича в письме безоговорочное согласие, однако этот план не состоялся по причине ухода писателя из жизни.
В. В. Розанов скончался 5 февраля 1919 года и был похоронен с северной стороны храма Гефсиманского Черниговского скита в Сергиевом Посаде.

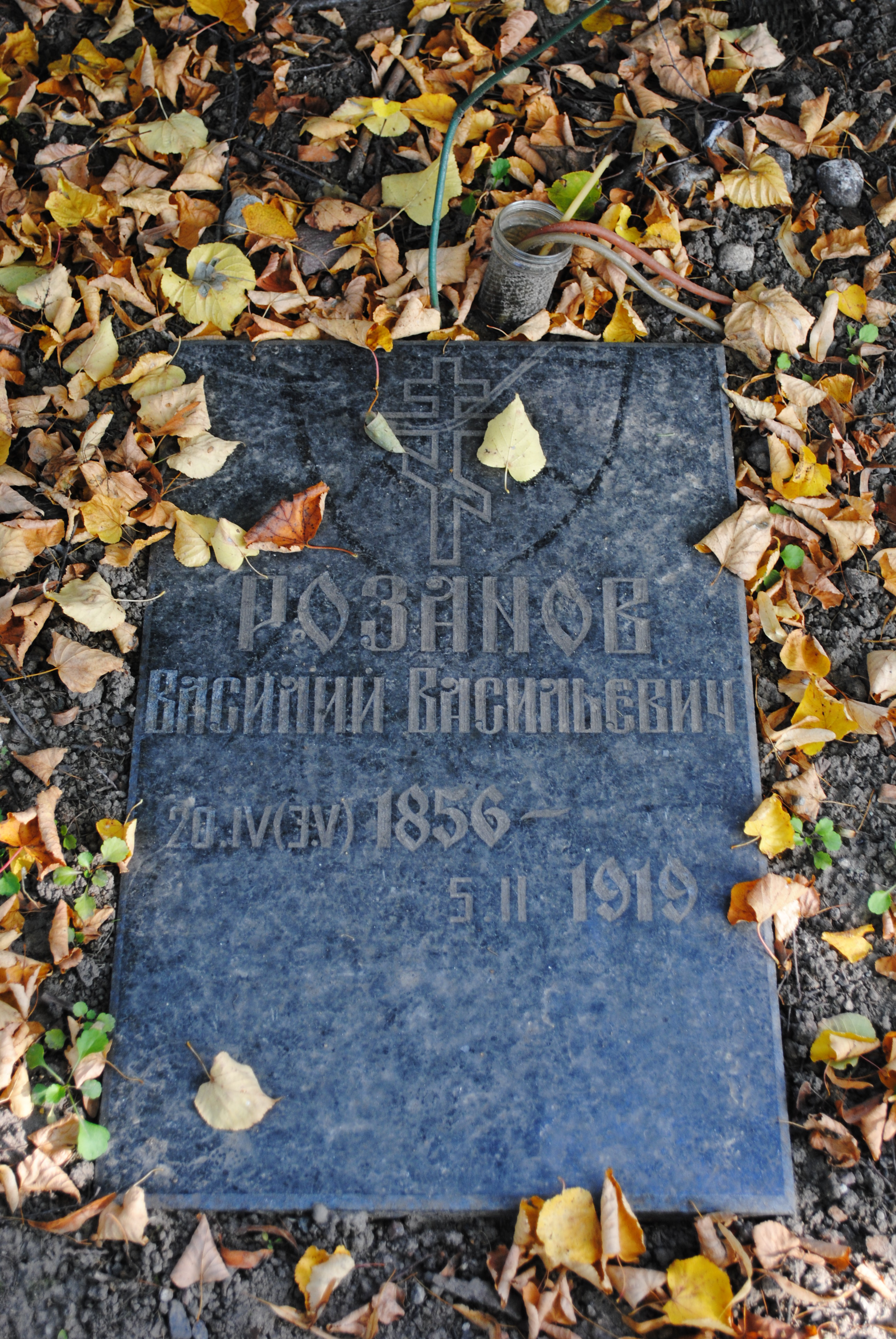
Могила В. В. Розанова в Гефсиманском Черниговском скиту

### Семья
У В. В. Розанова и В. Д. Бутягиной родилось пять дочерей и один сын:
Надежда (1892—1893), Татьяна (1895—1975), Вера (1896—1919), Варвара (1898—1943, умерла от дистрофии в исправительно-трудовом лагере города Рыбинска), была замужем за писателем Владимиром Гординым, Василий (1899—1918), Надежда Верещагина-Розанова (1900—1956), художница, иллюстратор, с 1947 года — жена художника Михаила Кс. Соколова.
Поскольку дети формально были незаконнорождёнными, при крещении им указывали отчества и фамилии крестных отцов. Дети обрели настоящую фамилию, то есть стали Розановыми, только после 1905 года.
В семье также жила дочь от первого брака Варвары Дмитриевны — Александра Михайловна Бутягина (1883—1920), по сообщению К. Чуковского, она болела сифилисом и повесилась.

## Личность и творчество Розанова
Творчество и взгляды Розанова вызывают очень противоречивые оценки. Это объясняется его нарочитым тяготением к крайностям и характерною амбивалентностью его мышления. «На предмет надо иметь именно 1000 точек зрения. Это „координаты действительности“, и действительность только через 1000 и улавливается». Такая «теория познания» демонстрировала необычайные возможности специфически его, розановского, видения мира. Примером данного подхода может служить то, что революционные события 1905—1907 годов Розанов считал не только возможным, но и необходимым освещать с различных позиций — выступая в «Новом времени» под своей фамилией как монархист и черносотенец, он под псевдонимом В. Варварин выражал в других изданиях леволиберальную, народническую, а порой и социал-демократическую точку зрения.
«Духовной» родиной для Розанова был Симбирск. Отроческую жизнь он описал ярко, с большой памятью о событиях и тончайших движениях души. Биография Розанова основана на трёх малых родинах: «физическая» (Кострома), «духовная» (Симбирск) и, позднее, «нравственная» (Елец). В литературу Розанов вошёл уже сформировавшейся личностью. Его более чем тридцатилетний путь в литературе (1886—1918) был беспрерывным и постепенным разворачиванием таланта и выявлением гения. Розанов менял темы, менял проблематику, но личность творца оставалась неущербной.
Условия его жизни (они были не легче, чем у его знаменитого волжского земляка Максима Горького), нигилистическое воспитание и страстное юношеское желание общественного служения готовили Розанову путь деятеля демократической направленности. Он мог бы стать одним из выразителей социального протеста. Однако юношеский «переворот» изменил его биографию коренным образом, и Розанов обрёл своё историческое лицо в других духовных областях. Розанов становится комментатором. За исключением немногих книг («Уединённое», «Опавшие листья», «Апокалипсис нашего времени») необъятное наследие Розанова, как правило, написано по поводу каких-либо явлений, событий.
Исследователи отмечают эгоцентризм Розанова. Первые издания книг «опавших листьев» Розанова — «Уединённое», а затем и «Опавшие листья», вошедшие вскоре в золотой фонд русской литературы, были восприняты с недоумением и растерянностью. Ни одной положительной рецензии в печати, кроме бешеного отпора человеку, который на страницах напечатанной книги заявил: «Я ещё не такой подлец, чтобы думать о морали».
Розанов — один из русских писателей, счастливо познавших любовь читателей, неколебимую их преданность. Это видно из отзывов особенно чутких читателей «Уединённого», правда, высказанных интимно, в письмах. Примером может служить ёмкий отзыв М. О. Гершензона:
Удивительный Василий Васильевич, три часа назад я получил Вашу книгу, и вот уже прочёл её. Такой другой нет на свете — чтобы так без оболочки трепетало сердце пред глазами, и слог такой же, не облекающий, а как бы не существующий, так что в нём, как в чистой воде, всё видно. Это самая нужная Ваша книга, потому что, насколько Вы единственный, Вы целиком сказались в ней, и ещё потому, что она— ключ ко всем Вашим писаниям и жизни. Бездна и беззаконность — вот, что в ней; даже непостижимо, как это Вы сумели так совсем не надеть на себя системы, схемы, имели античное мужество остаться голо-душевным, каким мать родила, — и как у Вас хватило смелости в 20-м веке, где все ходят одетые в систему, в последовательность, в доказательность, рассказать вслух и публично свою наготу. Конечно, в сущности все голы, но частью не знают этого сами и уж во всяком случае наружу прикрывают себя. Да без этого и жить нельзя было бы; если бы все захотели жить, как они есть, житья не стало бы. Но Вы не как все, Вы действительно имеете право быть совсем самим собою; я и до этой книги знал это, и потому никогда не мерил Вас аршином морали или последовательности, и потому «прощая», если можно сказать тут это слово, Вам Ваши дурные для меня писания просто не вменял: стихия, а закон стихий — беззаконие.

## Основные темы творчества

### Философия
Философия Розанова является частью общего русского литературно-философского круга, однако особенности его существования в этом контексте выделяют его фигуру и позволяют говорить о нём как о нетипичном его представителе.
Находясь в центре развития российской общественной мысли начала XX века, Розанов вёл активный диалог со многими философами, писателями, поэтами, критиками. Многие из его работ были идейной, содержательной реакцией на отдельные суждения, мысли, работы Бердяева, В. С. Соловьёва, Блока, Мережковского и др. и содержали развёрнутую критику этих мнений с позиций его собственного мировоззрения. Проблемы, занимавшие мысли Розанова, связаны с морально-этическими, религиозно-идейными оппозициями — метафизика и христианство, эротика и метафизика, православие и нигилизм, этический нигилизм и апология семьи. В каждой из них Розанов искал пути к снятию противоречий, к такой схеме их взаимодействий, при которой отдельные части оппозиции становятся разными проявлениями одних и тех же проблем в существовании человека.
Интересна одна из интерпретаций философии Розанова, а именно философии «маленького религиозного человека». Предметом его исследования становятся перипетии «маленького религиозного человека» наедине с религией, такое множество материала, указывающего на серьёзность вопросов веры, на их сложность. Грандиозностью задач, которые ставит перед Розановым религиозная жизнь его эпохи, лишь отчасти связана с Церковью. Церковь не поддаётся критической оценке. Человек остаётся наедине с самим собой, минуя институты и установления, которые объединяют людей, дают им общие задачи. Когда так ставится вопрос, то проблема рождается сама собой, без дополнительного участия мыслителя. Религия по определению — объединение, собирание вместе и т. д. Однако понятие «индивидуальная религия» приводит к противоречию. Впрочем, если его истолковать таким образом, что в рамках своей индивидуальности религиозный человек ищет свой способ связи и объединения с другими, тогда всё встаёт на нужные места, всё приобретает смысл и потенциал для исследования. Именно его использует В. Розанов (недоступная ссылка — история) Проверено 3 ноября 2021..

### Журналистика
Исследователи[кто?] отмечают необычный жанр сочинений Розанова, ускользающий от строгого определения, однако прочно вошедший в его журналистскую деятельность, предполагавший постоянную, как можно более непосредственную и вместе с тем выразительную реакцию на злобу дня и сориентированный на настольную книгу Розанова «Дневник писателя» Достоевского.
В опубликованных сочинениях «Уединённое» (1912), «Смертное» (1913), «Опавшие листья» (короб 1 — 1913; короб 2 — 1915) и сборниках «Сахарне», «После Сахарны» (написаны по итогам отдыха в бессарабском селе Сахарна), «Мимолётное» и «Последние листья» автор пытается воспроизвести процесс «понимания» во всей его интригующей и многосложной мелочности и живой мимике устной речи — процесс, слитый с обыденной жизнью и способствующий мыслительному самоопределению. Этот жанр оказался наиболее адекватным мысли Розанова, всегда стремившейся стать переживанием; и последнее его произведение — попытка осмыслить и тем самым как-то «очеловечить» революционное крушение истории России и его вселенский резонанс — обрела испытанную жанровую форму. Его «Апокалипсис нашего времени» публиковался невероятным по тому времени двухтысячным тиражом в большевистской России с ноября 1917 по октябрь 1918 года (десять выпусков).

### Религия
Розанов так писал о себе:
Я принадлежу к той породе «излагателя вечно себя», которая в критике — как рыба на земле и даже на сковороде". И признавался: «Что бы я ни делал, что бы ни говорил и ни писал, прямо или в особенности косвенно, я говорил и думал, собственно, только о Боге: так что Он занял всего меня, без какого-либо остатка, в то же время как-то оставив мысль свободною и энергичною в отношении других тем».
Розанов считал, что остальные религии стали индивидуальными, личным же стало христианство. Делом каждого человека стало выбирать, то есть осуществлять свободу, но не веры в смысле качества и конфессии — этот вопрос решён 2000 лет назад, но в значении качества укоренённости человека в общей вере. Розанов убеждён, что этот процесс воцерковления не может проходить механически, через пассивное приятие таинства святого крещения. Должна быть активная вера, должны быть дела веры, и здесь рождается убеждённость, что человек не обязан мириться с тем, что он не понимает чего-то в реальном процессе жизнедеятельности, что всё касающееся его жизни приобретает качество религиозности (недоступная ссылка — история) Проверено 3 ноября 2021. .
По Розанову, отношение к Богу и к Церкви определяется совестью. Совесть различает в человеке субъективное и объективное, индивидуальное и личное, существенное, главное и второстепенное.
Он пишет: «Нужно различать в споре о совести две стороны:
1) отношение её к Богу;
2) отношение её к Церкви.
Бог по учению христианскому есть Личный бесконечный дух. Каждый с первого же взгляда поймёт, что отношение к Лицу несколько иное, чем к порядку вещей, к системе вещей. Никто решительно не скажет, что и Церковь лична: напротив, лицо в ней, напр. всякого иерарха, глубоко покоряется некоторому завещанному и общему порядку».

### Россия
Творчество философа и публициста посвящено одной теме — судьбе России, её ключевым ценностям жизни и мировосприятия. Розанов писал в «Опавших листьях»: «кроме русских, единственно и исключительно русских, мне вообще никто не нужен, не мил и не интересен».
По мнению доктора философских наук, профессора МГУ Маслина А. А., полифоничность и многовариантность тематики его произведений и записей — от литературы, христианства, общественного устройства и семьи до нигилизма, войны и революции — лишь подчёркивает постоянное присутствие «русской темы», «вечного поиска истины, смысла и сущности русской идеи», несмотря на проблематичность и изменчивость его высказываний. Оставаясь постоянной, она рассматривалась философом с разных позиций, под разными углами, с разных сторон и ракурсов.

…Болит душа за Россию… болит за её нигилизм <…> «Если Россия будет нигилистичной» — то России нужно перестать быть <…> Легко ли это сказать русскому? <…> Однако, если немногие останутся не нигилистами, а все — нигилисты: Родине не надо быть. Ибо значит не «ли́ца», а масса <…> Вот отчего болею. Вот отчего пишу.
— «...Болит душа за Россию...»
Характеристики, которые даёт Розанов русскому обществу и русским, многогранны, в своих работах он наделяет их самыми разными эпитетами: они «нигилисты», «ленивые», «русские вечные хлысты»; и в то же время «славные», «духовная нация», «общечеловеки», которым свойственна «интимность, задушевность»; народ «неотёсан и груб», «жесток», «русские люди — труха», и в то же время, «русский человек слишком тёплый человек», «русский человек не техник, а идеалист». Розанов стремился создать целостную картину из «неуловимого», и, следуя по стопам Достоевского, находил «русскую идею» в исполнении Россией «христианской миссии» — соединение народов и «преображение человечества». Достоевского Розанов почитал как мыслителя, «собравшего в себе проблематику и всей русской литературы, и всей человеческой истории».
Для Розанова отечество может быть разным, тогда как Родина, как и мать — одна. Внутреннюю беду России Розанов видит в нигилизме, «легкомысленном и жестоком», в основе которого — отсутствие любви и явное «ненавидение России». В одной из публицистических заметок в «Опавших листьях» (1913—1915 гг.) Розанов пишет:

Вот простая «История русского нигилизма» и России. Жалит её немец. Жалит её еврей. Жалит армянин, литовец. Разворачивая челюсти, лезет с насмешкой хохол. И в середине всех, распоясавшись, «сам русский» ступил сапожищем на лицо матери-Родины.
— Розанов В. В. Опавшие листья. (Короб второй и последний).
По убеждению Розанова, русскому народу присуща глубокая аполитичность, которую он считал «родовым отличием нашего народа».
Отношение к России, по мнению философа, присутствует в народе и выражается не в её восхвалении, а в чувстве любви к Родине, ибо «любовь — порождение сердца, а не разума». Эталоном такой любви он считал творчество Ф. Достоевского, которому в 1911 году посвятил статью «Возле „русской идеи“». Олицетворением «подлинного дьявола» для Розанова является Смердяков, с его мыслями о том, что «Россию завоевать нужно. Вот придут французы и покорят её» и «хорошо, кабы нас тогда покорили эти самые французы» (статья «Погребатели России», Новое время. 1909). В романах Достоевского, по Розанову, «Дьявол с Богом борется: а поле борьбы — сердца людей». «Русская идея», по его мнению, должна быть реализована не в идеологическом плане, а в религии и сфере семейных, любовно-бытовых отношений, которая, в противоположность европейскому началу — «гордыне, захвату и господству» — трактуется как вечная женственность и плодовитость.
Розанов писал в статье «Женский университет в Москве», опубликованной 16 апреля 1906 года в газете «Новое время»: «Нет более надёжного и более ревностного распространителя вообще всякого рода нововведений, чем женщины, — чего бы дело ни коснулось».
К числу не до конца раскрытых тем в творческом наследии Розанова исследователи относят вопрос о политических предпочтениях мыслителя, об определении идеальной формы власти и форм правления в России. Общественно-политическая позиция писателя, по мнению историка С. В. Ломоносова, как и всё его творчество, не имеет чётких рамок и составлена «из взаимоисключающих понятий: либеральный консерватизм, „славянофильский национализм“ и т. п.». Профессор из Кракова Иоахим Дец (Польша) считает Розанова «консерватором славянофильского толка». Н. О. Лосский считал, что наследие Розанова не имеет последовательного характера и систематики, а большинство его работ посвящено критике христианства. Историк В. И. Пичугин, исследуя творчество философа, писателя и публициста, считал, что главное для В. В. Розанова — «эстетическое понимание истории, выраженное в художественных формах его оригинального стиля».
В ранних работах Розанов был приверженцем консервативных начал мировоззрения, его работы были основаны на принципах мистического осмысления самодержавной власти в России. Для Розанова проблема гармоничных отношений монарха и управленческого аппарата стала ключевой в размышлениях о природе российской власти. Неся службу чиновника особых поручений VII класса при Государственном контроле в Петербурге, публицист видел изнутри страшную силу бюрократии, пропитанную нигилизмом и коррупцией, разлагавшими всю страну. Его мнение о бюрократии, выражено, в основном, в работе «О подразумеваемом смысле нашей монархии» (1895)
А. Ломоносов считает, что основой историософского мировоззрения Розанова было его представление о сакральной судьбе России, "убеждение в непреходящей ценности Русского Царства. Мыслитель был убеждён, что голым разумом в исторической миссии самодержца ничего понять нельзя, поскольку она является для обыденного сознания совершенно непостижимой, так как, по Розанову, именно царь «велит истории», а «русский самодержец был для В. В. Розанова божественным началом борьбы со злом в мировой истории».
Террор как социальное явление философ относил к древнейшему началу человеческой истории — жертвенности — и объяснял его «негодованием „святых людей“ на грех человеческий». Он был убеждён, что «эксцессы революционеров напоминают собою самые тёмные изуверные секты, с человеческими жертвоприношениями и со сладострастием собственного самозакалывания». Революционеров писатель называл «антихристами русской земли», отречение Николая II было для него личной трагедией.
Экономика, по его мнению, «сурова и умна. Не трудишься — не ешь; хочешь есть — трудись». Общественно-политическая позиция философа и публициста ярко проявилась в переломные моменты российской истории: во время первой русской революции, Первой мировой войны и во времена кардинальных перемен в стране в 1917 году. В общественной жизни, по мнению доктора исторических наук Н. В. Куксановой, для Розанова цементирующей основой в России всегда были семья, личность, церковь и государственные институты.
Космополитическая пропаганда накануне революции 1917 года и действия левых сил, по мнению Розанова, представляли большую опасность для страны. Он полагал, что русские рабочие и ремесленники, попадая под влияние политических теорий, не имеют экономической независимости, необходимой для принятия самостоятельного решения, лишены элементарных знаний, чтобы им противостоять.
В истории России Розанов выделяет три периода: «христианство, политическая организация и индивидуальное творчество». Он утверждает, что Россию ждёт "исторический поворот, который, по его мнению, «будет ещё более резок и глубок», и предполагает, «что характер четвёртой фазы нашего исторического развития будет именно синтетический»
Первостепенное значение для Розанова имели культурно-исторические ценности. Исторические факты и причинно-следственные связи между ними отходили на второй план. «Антиномическое мышление» Розанова проявлялось не только в разнонаправленности его суждений, но и в том, что он не был автором крупных сочинений, создав особый стиль фрагментарных записей, применяя «особый художественный приём» и отдавая предпочтение художественным образам, смещая представления и акценты, по-своему расставляя факты, чтобы «проникнуть в сущность» явления или события. Например, он мог писать в разных изданиях и от имени большевиков, и от имени черносотенцев. Партии, их программы и политические заявления не имели для него значения как преходящие явления, которые в историческом контексте не могли иметь большого значения, изменяясь и трансформируясь.

### Тема пола
Центральной философской темой в творчестве зрелого Розанова стала его метафизика пола. В 1898 в одном из писем он формулирует своё понимание пола:

«Пол в человеке — не орган и не функция, не мясо и не физиология — но зиждительное лицо… Для разума он не определим и не постижим: но он Есть и всё сущее — из Него и от Него». Непостижимость пола никоим образом не означает его ирреальности. Напротив, пол, по Розанову, есть самое реальное в этом мире и остаётся неразрешимой загадкой в той же мере, в какой недоступен для разума смысл самого бытия. «Все инстинктивно чувствуют, что загадка бытия есть собственно загадка рождающегося бытия, то есть что это загадка рождающегося пола». В розановской метафизике человек, единый в своей душевной и телесной жизни, связан с Логосом, но связь эта имеет место не в свете универсального разума, а в самой интимной, «ночной» сфере человеческого бытия: в сфере половой любви.

### Еврейская тема
Многие идеи Розанова находились под явным влиянием Павла Флоренского, русского православного философа и богослова. Некоторые из сочинений Розанова приписываются Флоренскому. Розанов разделял темы и взгляды известных современных австрийских и немецких писателей Отто Ранка, Рихарда фон Крафт-Эбинга и Отто Вейнингера.
Отношение Василия Розанова к евреям представляло собой своего рода любовь-ненависть. Еврейская тема в творчестве Розанова занимала важное место, что было связано с основами его мироощущения — мистическим пансексуализмом, религиозным поклонением животворящей силе пола, утверждением святости брака и деторождения. Отрицая христианский аскетизм, монашество и безбрачие, Розанов находил религиозное освящение пола, семьи, зачатия и рождения в Ветхом завете. Но его антихристианский бунт смирялся его органическим консерватизмом, искренней любовью к русскому «бытовому исповедничеству», к семейным добродетелям православного духовенства, освящённым традицией формам русской государственности. Отсюда проистекали и элементы антисемитизма Розанова, который смущал и возмущал многих его современников.
Высказывания Розанова иногда носили откровенно антисемитский характер. Так, в сочинении Розанова «Иудейская тайнопись» (1913) присутствует следующий фрагмент:

Да вы всмотритесь в походку: идёт еврей по улице, сутуловат, стар, грязен. Лапсердак, пейсы; ни на кого в мире не похож! Всем не хочется подать ему руку. «Чесноком пахнет», да и не одним чесноком. Жид вообще «скверно пахнет». Какое-то всемирное «неприличное место»… Идёт какою-то не прямою, не открытою походкою… Трус, робок… Христианин смотрит вслед, и у него вырывается: / — Фу, гадость, и зачем я не могу обойтись без тебя? / Всемирное: «зачем не могу обойтись»…

Однако при оценке взглядов Розанова следует учитывать и его нарочитое тяготение к крайностям, и характерную амбивалентность его мышления. Ему удалось прослыть одновременно юдофилом и юдофобом.
Его ранняя книга «Иудаизм» (1903) представляла иудейскую религию как религию священной эротики, сексуальной радости и семейных отношений и противопоставляла его христианству. Он интерпретировал еврейские церемониальные практики — обрезание, ритуальные ванны и празднование субботы в качестве элементов религии, во многом идентичных архаичным культам плодородия и поклонению фаллосу в древних ближневосточных религиях. Розанов приписывал жизненность и силу еврейского народа сексуальной природе его религии и противопоставлял её бесплодному и абстрактному христианству. Он утверждал, что возрождение «арийского народа» требует принятия жизнеутверждающих установок и сексуальных аспектов иудаизма. Обычно интерпретируемая как юдофильская, эта книга, тем не менее, утверждает, что еврейская жизненная сила и сексуальность препятствуют развитию творческого гения, типичного для «арийцев». В 1913 году Розанов написал работу «Обонятельное и осязательное отношение евреев к крови», которая вызвала широкие общественные дебаты в царской России. В ней он подтвердил свой тезис о чувственном и материалистическом характере еврейской религии, но на этот раз он приписал ей особый интерес к крови и элементы садистской ритуальной жестокости, подробно останавливаясь на обрезании и кошерном забое животных и утверждая, что старый иудаизм включал в себя человеческие жертвоприношения.
Во время известного процесса по делу о ритуальном убийстве 1913 года, известного как дело Бейлиса, Розанов публиковал многочисленные работы: «Андрюша Ющинский» (1913), «Испуг и волнение евреев» (1913), «Открытое письмо С. К. Эфрону» (1913), «Об одном приёме защиты еврейства» (1913), «Недоконченность суда около дела Ющинского» (1913), а также книгу «Обонятельное и осязательное отношение евреев к крови», включив в качестве приложений две статьи Павла Флоренского «Проф. Д. А. Хвольсон о ритуальных убийствах» и «Иудеи и судьба христиан». В этих работах Розанов пытается доказать справедливость обвинения евреев в ритуальном убийстве, мотивируя его тем, что в основе еврейского культа, по его словам, лежит пролитие крови. Розанов предположил, что — хотя обвиняемый Мендель Бейлис не обязательно был виновен — убийцей, вероятно, двигали определённые тенденции, по мнению Розанова, присущие иудаизму, и, по словам Розанова, Бейлис мог принадлежать к тайной жестокой еврейской секте. Противоречивые идеи Розанова сыграли важную роль в деле Бейлиса.
Розанов посвятил еврейской теме также несколько других примечательных статей. В работе «Ангел Иеговы» он истолковал ритуал обрезания в иудаизме как указание на поклонение фаллосу В работе «Иудейская тайнопись» (1913) он сосредоточился на особой природе еврейского письма, которое, по его словам, было скрытным и смытным и контрастировало с открытостью христианского письма. Это различие, по Розанову, соответствовало общей тенденции двух религий: иудаизм был религией сокровения, тогда как христианство было религией откровения. Большинство других работ Розанова предлагали наблюдения о евреях или, по крайней мере, некоторые беглые замечания об их «характере». Среди наиболее ярких мотивов — «женственный характер» евреев и их «постоянные попытки» воспользоваться доверчивостью и уязвимостью русскими — тема, общая для произведений духовного отца Розанова, Фёдора Достоевского.
Сам Розанов отрицал антисемитизм в своём творчестве. В письме М. О. Гершензону он пишет: «Антисемитизмом, я, батюшка, не страдаю… Что касается евреев, то, … я как-то и почему-то „жида в пейсах“ и физиологически (почти половым образом), и художественно люблю и, втайне, в обществе всегда за ними подглядываю и любуюсь».
Соединение восторженных гимнов библейскому иудаизму с яростной проповедью антисемитизма навлекло на Розанова обвинения в двурушничестве и беспринципности. За свои статьи о деле Бейлиса Розанов был исключён из Религиозно-философского общества (1913).
Только к концу жизни Розанов стал высказываться о евреях без открытой враждебности, местами даже восторженно. В своей последней книге «Апокалипсис нашего времени» (1918) Розанов полностью отверг свою былую юдофобию. Он также заявил о своём разочаровании в христианстве, которое обвинил в вековых гонениях на евреев, причём находил корни этого в Евангелии, обличая его как книгу «ненависти, а не любви». В этой работе автор заявил о намерении принять иудаизм, а за несколько дней до смерти в 1919 году продиктовал два письма — «Мой последний завет» и «К евреям», в которых просил у них прощения и выражал свою любовь и уважение к еврейскому народу. Он также оставил письменную просьбу сжечь его книги, связанные с делом Бейлиса.
Публикации Розанова по еврейскому вопросу пополнили репертуар постсоветской антисемитской литературы. Его идеи нашли выход в идеологии некоторых воинствующих российских и международных антисемитских групп.

## Увлечения
Розанов был страстным нумизматом. Его коллекция, хранящаяся в Государственном музее изобразительных искусств им. А. С. Пушкина (Отдел нумизматики), насчитывает 1497 монет.

### Прижизненные издания
- О понимании: Опыт исследования природы, границ и внутреннего строения науки как цельного знания. — М.: Тип. Э. Лисснера и Ю. Романа, 1886. — XI, [1], 737, [1] с.
- Легенда о великом инквизиторе Ф. М. Достоевского: Опыт критического комментария. — СПб.: Типо-литогр. и нотопеч. С. М. Николаева, 1894. — [9], 234 с.
  - Легенда о великом инквизиторе Ф. М. Достоевского: Опыт критического комментария: С прилож. двух этюдов о Гоголе. — Изд. 3-е. — СПб.: Изд. М. В. Пирожкова, 1906. — 282 с.
- Литературные очерки: Сборник статей. — СПб.: Изд. П. Перцова, 1899. — [8], 285 с.
- Религия и культура: Сборник статей. — СПб.: Изд. П. Перцова, 1899. — [6], II, 264 с.
- Сумерки просвещения: Сборник статей по вопросам образования. — СПб.: Изд. П. Перцова, 1899. — II, 240 с.
- Природа и история: Сборник статей. — СПб.: Изд. П. Перцова, 1900. — [4], IV, 268 с.
- В мире неясного и нерешённого. — СПб.: Тип. М. Меркушева, 1901. — [6], 271 с.
- Семейный вопрос в России: Дети и родители. Мужья и жёны. Развод и понятие незаконнорождённости. Холостой быт и проституция. Женский труд. Закон и религия. — СПб.: Тип. М. Меркушева, 1903. — Т. 1. — [10], XIV, 312 с. с.
- Семейный вопрос в России: Дети и родители. Мужья и жёны. Развод и понятие незаконнорождённости. Холостой быт и проституция. Женский труд. Закон и религия. — СПб.: Тип. М. Меркушева, 1903. — Т. 2. — [12], 516 с.
- Декаденты. — СПб.: Тип. П. Ф. Вощинской, 1904. — 24 с. — (Критические этюды; 1).
- Место христианства в истории. — СПб.: Тип. П. Ф. Вощинской, 1904. — 48 с. — (Религиозно-философская библиотека; Вып. 1).
- Около церковных стен: В 2 т.. — СПб.: Тип. Ф. Вайсберга и П. Гершунина, 1906. — Т. 1. — XV, 415, [1] с.
- Около церковных стен: В 2 т.. — СПб.: Тип. Ф. Вайсберга и П. Гершунина, 1906. — Т. 2. — X, 497 с.
- Ослабнувший фетиш: (Психологические основы русской революции). — СПб.: Изд. М. В. Пирожкова, 1906. — 24 с.
- Русская церковь и другие статьи = L'église russe. — Париж: Изд. Д. Жуковского, 1906. — [5], 124 с.
- Итальянские впечатления: Рим. Неаполитанский залив. Флоренция. Венеция. По Германии / с рис. Л. С. Бакста и тремя видами Пастума. — СПб.: Тип. А. С. Суворина, 1909. — VIII, 318 с.
- Русская церковь: Дух. Судьба. Очарование и ничтожество. Главный вопрос. — СПб.: Тип. А. С. Суворина, 1909. — [2], 39 с.
- Когда начальство ушло…: 1905—1906 гг.. — СПб.: Тип. А. С. Суворина, 1910. — [4], VIII, 420, [7] с.
- Люди лунного света: Метафизика христианства. — СПб., 1911. — IX, 199 с.
  - Люди лунного света: Метафизика христианства. — 2-е изд. — СПб.: Новое время, 1913. — XII, 297 с.
- Тёмный лик: Метафизика христианства. — СПб.: Тип. Ф. Вайсберга и П. Гершунина, 1911. — XVI, 285 с.
- Библейская поэзия. — СПб.: Тип. А. С. Суворина, 1912. — 39 с.
- Л. Н. Толстой и Русская Церковь. — СПб.: Тип. А. С. Суворина, 1912. — 22, [1] с.
- О подразумеваемом смысле нашей монархии. — СПб.: Тип. А. С. Суворина, 1912. — 87 с.
- Уединённое. — СПб.: Тип. А. С. Суворина, 1912. — 300 с.
  - Уединённое. — Изд. 2-е. — Петроград: Тип. т-ва А. С. Суворина, 1916. — 154 с.
- Литературные изгнанники. — СПб.: Новое время, 1913. — Т. 1. — XII, 531 с.
- Опавшие листья. — СПб.: Новое время, 1913. — [2], 526, VIII с.
- «Ангел Иеговы» у евреев: (Истоки Израиля). — СПб., 1914. — 24 с.
- Апокалипсическая секта: (Хлысты и скопцы). — СПб.: Тип. Ф. Вайсберга и П. Гершунина, 1914. — 207, [1] с.
- Европа и евреи. — СПб.: Новое время, 1914. — 38 с.
- Обонятельное и осязательное отношение евреев к крови. — СПб., 1914. — VIII, 302, [2] с.
- Среди художников. — СПб., 1914. — 499 с.
- Война 1914 года и русское возрождение. — Петроград: Новое время, 1915. — [4], 234, [2] с.
- Опавшие листья. Короб 2. — Петроград: Новое время, 1915. — 516 с.
- В чаду войны. — Пг., М.: Рубикон, 1916. — 61 с.
- Орион. Израиль: Интимные рассказы. — Петроград: Усердие, 1916. — Т. 1. — 17, [1] с.
- Орион. Израиль: Интимные рассказы. — Петроград: Усердие, 1916. — Т. 2. — 30, [1] с.
- Из восточных мотивов. — Петроград: Сириус, 1916. — С. 1—32.
- Из восточных мотивов. — Петроград: Сириус, 1917. — С. 33—64.
- Из восточных мотивов. — Петроград: Сириус, 1917. — С. 65—96.
- Апокалипсис нашего времени: [В 9 ч.]. — Сергиев Посад: Тип. И. Иванова, 1917.
- Из последних листьев. Апокалиптика русской литературы // Книжный угол. — 1918. — № 5. — С. 6—11.

### Посмертные издания
- Избранное / Вступ. статья и ред. Ю. П. Иваска. — Нью-Йорк: Издательство имени Чехова, 1956. — 412 с.
- Избранное / под ред. Евгении Жиглевич; вступ. ст. Генриха Штаммлера и Евгении Жиглевич. — Мюнхен: А. Нейманис, 1970. — XLI, 565, [6] с.
- Мысли о литературе / Сост., вступ. ст., коммент., указ. имен А. Н. Николюкина. — М.: Современник, 1989. — 605, [1] с.
- Народная душа и сила национальности / сост., предисл., указ. имён и прим. А. В. Белова, отв. ред. О. А. Платонов. — М.: Институт русской цивилизации, 2012. — 992 с.

## Память

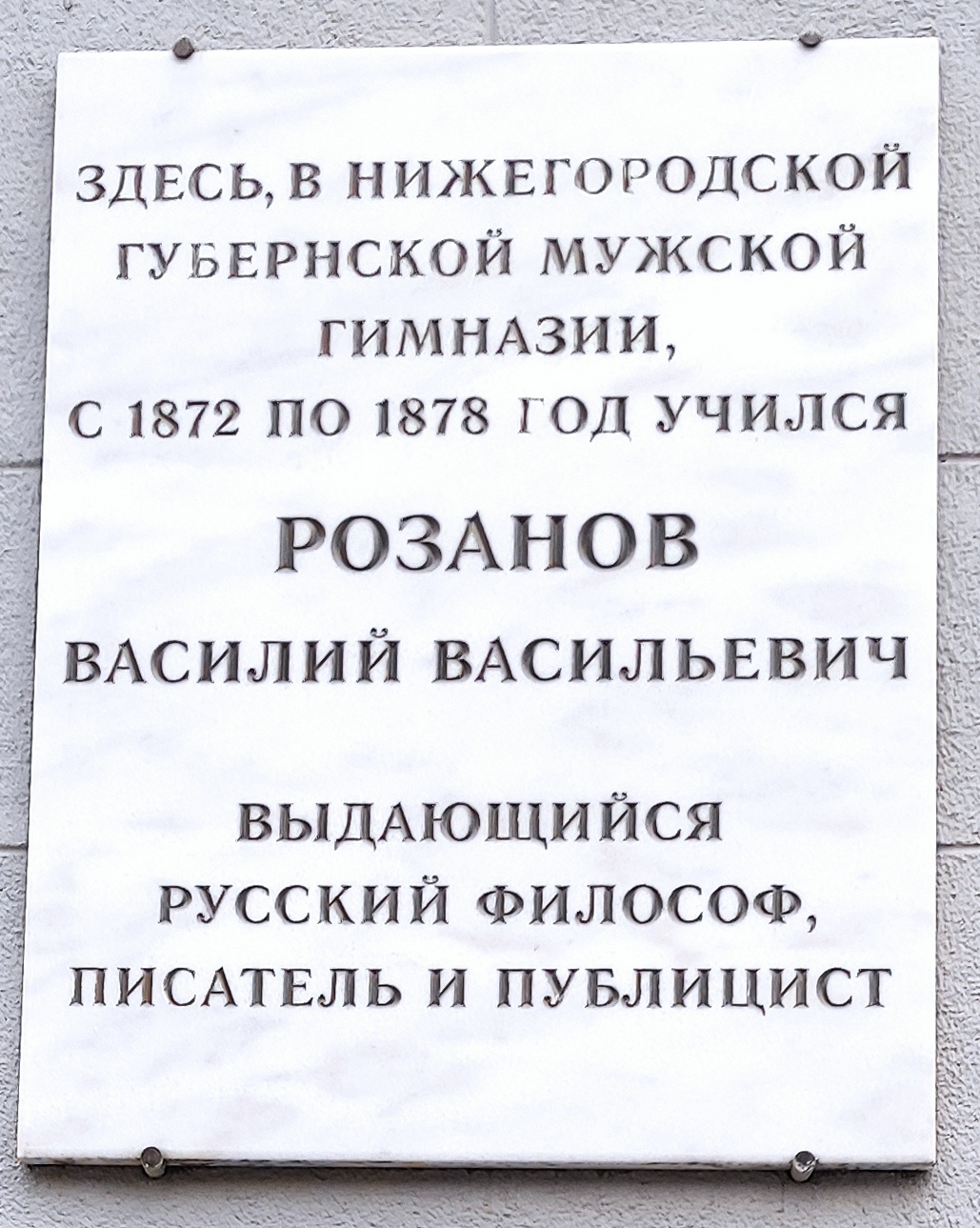
Мемориальная доска памяти В. В. Розанова на здании Нижегородского государственного педагогического университета имени Козьмы Минина

- В первом корпусе Нижегородского государственного педагогического университета имени Козьмы Минина (Мининский университет) в 2021 году в рамках экспозиционно-выставочного пространства «Музей просвещения» был открыт Литературный кабинет им. В. В. Розанова[61]. Композиция данного кабинета выполнена в виде раскрытой книги, на страницах которой находятся музейные экспонаты того времени, и цитаты из произведений В. В. Розанова. Также демонстрируется фильм-иллюстрация «Русский Нил» к одноимённому очерку на основе кинохроники и фотографий нижегородского светописца рубежа XIX—XX веков Максима Дмитриева.
- Памяти Розанова также посвящена мемориальная доска на здании Нижегородского государственного педагогического университета.
- В. Розанов — персонаж песни Григория Данского «Речь в защиту филологического мужчины»[62].